# 李師古
李師古（8世纪?—806年），第三任淄青節度使，检校司徒李納之子，祖先是高句丽人。

## 生平
最初，李师古以荫袭累至署青州刺史。貞元八年（792年），李納病死，李師古繼任。起为右金吾卫大大将军、平卢节度使。李師古掌權時，專橫暴戾，但因畏憚朝中宰相杜黃裳，「終身不敢失節。」李師古欣賞張籍，欲徵辟為幕僚，張籍作節婦吟委婉拒絕。又重用高沐、李公度等人，境內和平。贞元末年，他与杜佑、李栾三人的妾室皆封为国夫人，同进，李师古进同中书门下平章事。累加检校司徒、兼侍中。德宗李适驾崩时，集将士勒兵掠州县，听说唐顺宗继位，乃罢。
元和元年（806年）閏五月一日，師古病死，臨死前召親近高沐、李公度等曰：“即我不諱，欲以誰嗣？”二人無言以對。師古又說：“豈以人情屬師道邪？彼不服戎，以技自尚，虑覆吾宗，公等审计之。”最後其弟李師道繼位。唐朝政府追赠李师古为太傅。

## 家庭
- 妻子，裴氏，元和十四年，李师道被杀后，和女儿宜娘获得赦免，安置于邓州[3]
- 子，李明安，閬州司戶參軍。
- 女，王承庆妻
- 女，李宜娘

## 延伸阅读
[在维基数据编辑]
 《新唐書·卷213》，出自《新唐書》